# Romain Sicard
Romain Sicard é um ciclista profissional francês. Nasceu em Baiona a 1 de janeiro de 1988 e cresceu em Hasparren (Pirenéus Atlânticos) na região natural francesa do País Basco francês.
No 2009 proclamou-se campeão do mundo em estrada na categoria sub-23, no ano da seu estreia profissional nas fileiras da equipa Orbea, equipa filial do UCI Pro Team Euskaltel-Euskadi. Para a temporada de 2010 alinhou pelo Euskaltel-Euskadi, incorporando-se assim à elite do ciclismo mundial. Depois do desaparecimento deste no final de 2013, assinou contrato com a equipa francesa Team Europcar.

## Trajectória desportiva

### Categorias inferiores
Dantes do seu passo a profissional compartilhou a estrada com a modalidade de pista. Sendo as suas vitórias mais destacadas a do Campeonato de França Americana cadete em 2004 e a do Campeonato da França Scratch (já em categoria absoluta) em 2008, a uma idade de tão só 20 anos. Quanto à estrada participou várias vezes com a selecção de Aquitânia em categorias inferiores ganhando algumas carreiras em Guipúscoa e França. Até os 18 anos, antes de fichar pelo GSC Blagnac, fez parte das equipas VC Tarnos (menor e cadete) e UC Colomiers (junior). Este último em Toulouse devido à falta de equipas em sua zona de residência.

#### 2007-2008: GSC Blagnac e contactos com a Fundação Euskadi
Sicard fichó pela equipa amador do GSC Blagnac considerado bom contrarrelógista devido à sua experiência e vitórias em carreiras em pista que seguiu compartilhando com a estrada durante esses dois anos. Seu primeiro ano na categoria não destacou já que obteve só uma vitória em maio, numa carreira limitada a nacionais, a Ronde du Sidobre.
Um ano depois conseguiu o Trophée de l'Essor, uma das 6 carreiras amadors dentro da competição chamada Essor Basque, disputada em fevereiro em território Basco-Francês. Nesse mesmo ano participou com sua equipa em sua primeira carreira profissional: a Ronde d'Isard; onde culminou nono graças ao quarto posto conseguido numa das etapas montanhosas dessa edição. Apesar de conseguir mais postos de honra que no passado ano, ainda seguia sendo mais destacado nas provas do velódromo. Assim se demonstrou no citado campeonato francês de Scratch que conseguiu nesse último ano de amador.
Seus resultados ainda sendo bons não foram suficientes como para chamar a atenção à maioria de equipas profissionais devido a sua falta de vitórias. No entanto, Miguel Madariaga interessou-se por ele. Miguel Madariaga, presidente da Fundação Euskadi (gestora a sua vez da equipa Euskaltel-Euskadi), procurava um vascofrancés para sua formação desde o 2007 (o único que tinha corrido nela tinha sido Thierry Elissalde, em 1994 e 1995). Depois de várias provas físicas durante o 2008, ambas partes fecharam o acordo e Sicard fichó pela equipa profissional Orbea, de categoria Continental, filial do Euskaltel-Euskadi e gerido também pela Fundação Euskadi.

### Ciclismo profissional

#### 2009: revelação do Orbea, Tour de l'Avenir e Mundial sub-23

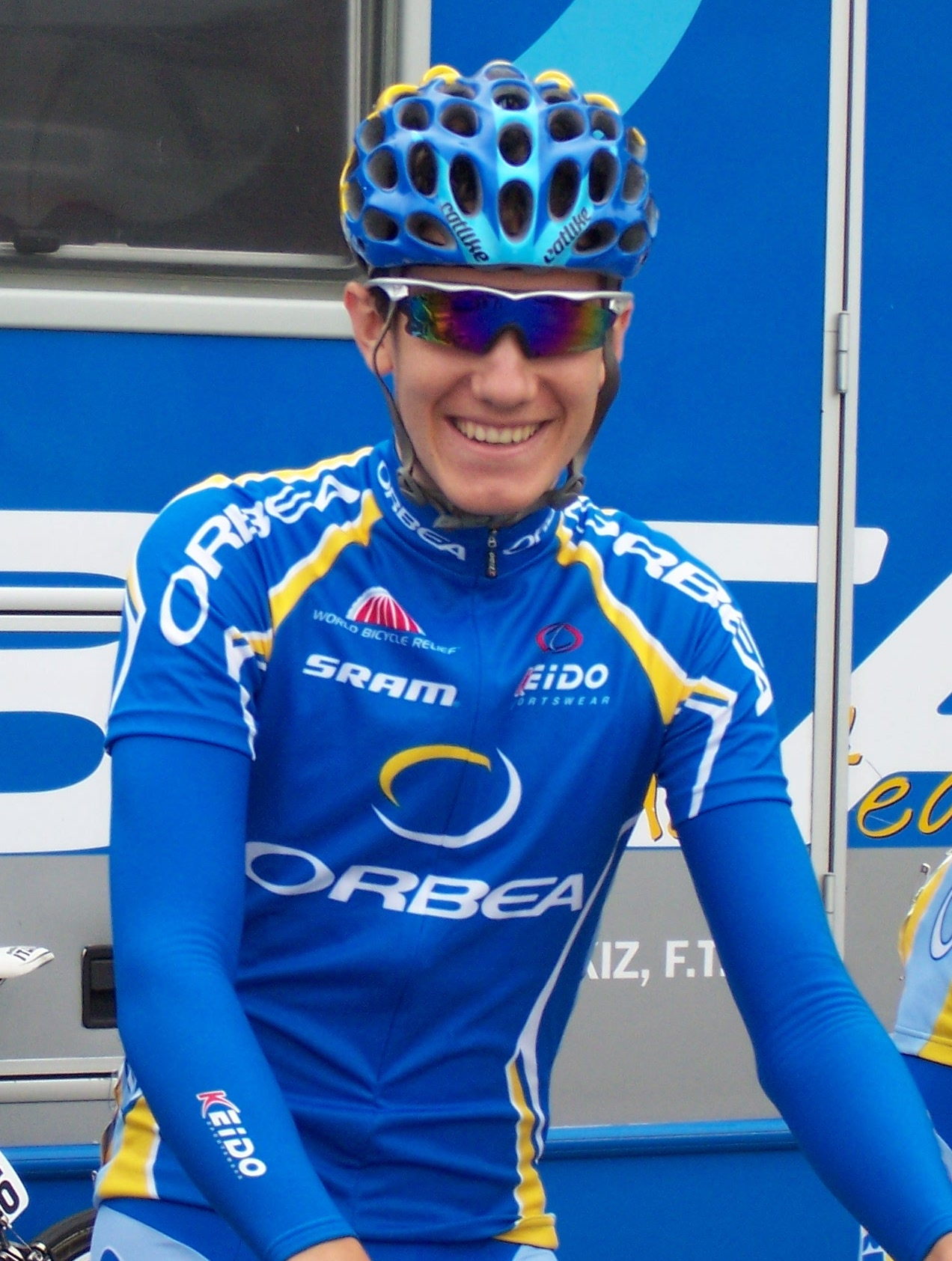
Sicard na Ronde d'Isard 2009.

Na primeira carreira que correu como profissional disputada em fevereiro, a Challenge a Mallorca, (primeira carreira ciclista profissional em Espanha que supunha também o estreia na temporada do Orbea), obteve a classificação dos sprints especiais. Pouco depois também ganhou a mesma classificação no G. P. Miguel Indurain. A sua primeira vitória como profissional foi em maio, na Subida ao Naranco, onde também se fez com a classificação da montanha; depois de rodar 50 km em solitário e ao beneficiar de um passo a nível que fez parar ao pelotão. Uma semana depois foi terceiro no Tour de Haut Anjou e no final desse mês ganhou a etapa rainha da Ronde d'Isard com final em Plateau de Beille, o que lhe serviu pára que a Euskaltel-Euskadi o contratasse para as seguintes duas temporadas.
Depois de ganhar as carreiras mais prestigiosas para corredores sub-23, a Tour de l'Avenir e o Campeonato do Mundo em Estrada sub-23, finalizou a temporada sendo quarto no Cinturó de l'Empordá. Ademais obteve o posto 22º do UCI Europe Tour (20º de facto ao ter dois postos vagos de sendos corredores sancionados por dopagem que estiveram por adiante dele), sendo o mais jovem e o melhor estreante no profissionalismo desse ranking e o melhor Orbea de toda a história da equipa em dita classificação.

##### Tour de l'Avenir
Como consequência da sua boa temporada em 2009, a princípios de setembro desse mesmo ano, foi seleccionado para correr o Tour de l'Avenir com a selecção da França A, dado que a França tinha uma segunda equipa (França B) ao se disputar a carreira em dito país, onde se alçou como ganhador da classificação final. Ademais conseguiu a vitória da oitava etapa (contrarrelógio individual), e foi segundo na primeira etapa e na etapa rainha com final em Gérardmer.
Não obstante, na última etapa cedeu a liderança da classificação por pontos e da montanha, e ademais somaram-lhe dois minutos na classificação geral já que os juízes árbitro sancionaram-lhe por "ajuda material irregular de um corredor de outra equipa". Finalmente, por causa de dita sanção, a sua diferença com Tejay van Garderen (segundo na geral) foi de somente um segundo, ainda que apesar dela o resto de corredores acabaram a mais de um minuto de Sicard no geral final.

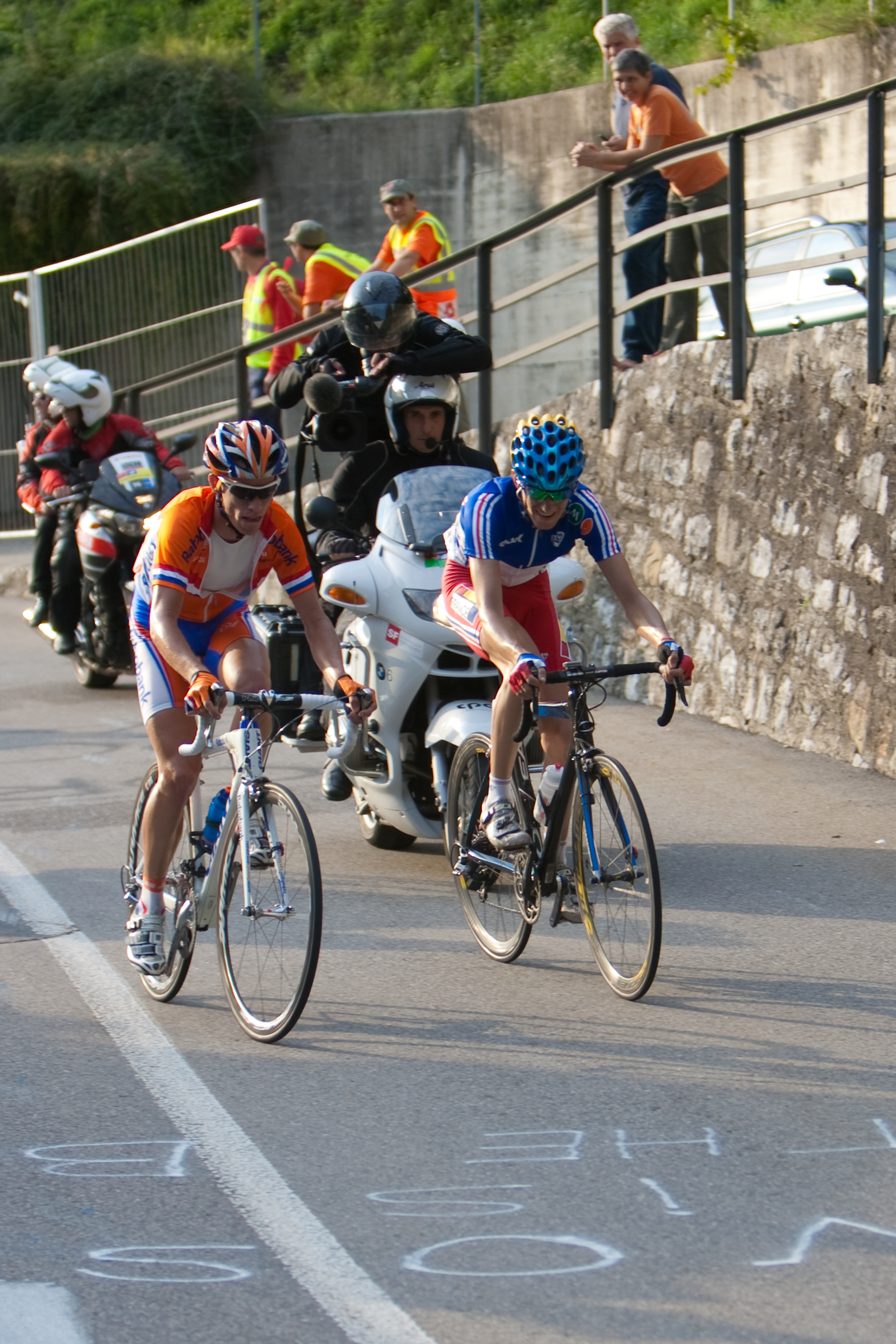
Sicard escapado com Michel Kreder no Mundial de Fundo em Estrada sub-23

##### Mundial sub-23
Duas semanas depois, no Mundial de Fundo em Estrada celebrado na localidade de Mendrisio (Suíça), participou com a selecção francesa na prova em estrada sub-23 sendo um dos grandes favoritos. Nela se impôs em solitário, depois de deixar atrás na última volta a seu colega de fuga (formada na penúltima volta), o holandês Michel Kreder. Seguiram-lhe na linha de meta o colombiano Carlos Alberto Betancourt (prata) e o russo Egor Silin (bronze).
Converteu-se assim no segundo ciclista na história que conseguia ganhar o Tour de l'Avenir e o Mundial sub-23 numa mesma temporada, após que o francês Régis Ovion o conseguisse em 1971.

#### 2010: estreia no UCI Pro Tour
Estreou com o Euskaltel-Euskadi na carreira UCI Pro Tour do Tour Down Under. Em sua segunda carreira, o Tour de Haut-Var (de menor nível que a primeira ao se enquadrar no UCI Europe Tour), conseguiu subir ao pódio como ganhador da classificação da montanha.
Como resultados destacados em classificações gerais nessa temporada figuraram: décimo posto em Volta a Baviera; nono posto, com o triunfo da classificação sub-23, na Volta à La Rioja; e, sobretudo, um decimoprimer posto no Criterium du Dauphiné Libéré, sendo ademais segundo na quarta etapa com final em alto em Risoul. Ademais, no final de julho ganhou a classificação da montanha da Clássica de Ordizia, após estar grande parte da prova escapado.
Apesar de voltar a ser seleccionado para disputar o Tour de l'Avenir, Sicard renunciou a defender o título. A equipa tinha programado que a sua temporada acabasse no final de agosto com a Clássica de l'Indre em França, enquanto o Tour de l'Avenir se prolongava até meados de setembro. Ademais, Sicard disse-lhe ao seleccionador francês que já tinha tido o seu momento de glória em 2009 e preferia deixar o seu posto a outro corredor. Dita decisão foi conhecida pouco depois de que se fizesse pública a sua renovação com o conjunto basco até ao ano de 2012 ao igual que Igor Antón, com outros dois anos mais opcionais se continuava a equipa.

#### 2011: lesão de longa duração
Devido a uma lesão na sua perna direita que na equipa não conseguiram diagnosticar durante esse ano apenas teve 17 dias de competição. Em meados de ano finalmente diagnosticaram-lhe um desequilíbrio muscular produzido por várias razões como uma queda e uma mudança de equipamento que lhe fizeram pedalear de uma maneira incorreta e ineficiente não disputando nenhuma carreira entre abril e agosto devido às provas e seu posterior tratamento dessa lesão. Conquanto depois de sua volta à competição só conseguiu acabar uma das cinco carreiras que disputou.
Em novembro, fora já da temporada ciclista, foi processado pela sua equipa por um positivo num controle de alcoolemia. Pouco depois Sicard pediu desculpas públicas pelo seu comportamento.

## Palmarés

### Pista
2008 (como amador)
- Campeonato da França Scratch

### Estrada
2009
- Subida ao Naranco
- 1 etapa da Ronde d'Isard
- Tour de l'Avenir, mais 1 etapa
- Campeonato Mundial em Estrada sub-23

## Resultados em Grandes Voltas e Campeonato do Mundo
Durante a sua carreira desportiva tem conseguido os seguintes postos nas Grandes Voltas e nos Campeonatos do Mundo em estrada:
| Carreira               | 2009 | 2010 | 2011 | 2012 | 2013 | 2014 | 2015 | 2016 | 2017 | 2018 | 2019 |
| ---------------------- | ---- | ---- | ---- | ---- | ---- | ---- | ---- | ---- | ---- | ---- | ---- |
| Giro d'Italia          | -    | -    | -    | -    | -    | 51º  | -    | -    | -    | -    | -    |
| Tour de France         | -    | -    | -    | -    | 122º | -    | 33º  | 81º  | 66º  | 73º  | 80º  |
| Volta a Espanha        | -    | -    | -    | 44º  | -    | 13º  | 15º  | 55º  | -    | -    | -    |
| Mundial em Estrada     | -    | -    | -    | -    | -    | -    | -    | -    | -    | -    | -    |
| Mundial Contrarrelógio | -    | -    | -    | -    | -    | -    | 46º  | -    | -    | -    | -    |

-: não participa

## Equipas
- GSC-Blagnac (2007-2008) (amador)
- Orbea (2009)
- Euskaltel-Euskadi (2010-2012)
- Euskaltel Euskadi (2013)
- Europcar/Direct Énergie (2014-)
  - Team Europcar (2014-2015)
  - Direct Énergie (2016-04.2019)
  - Team Total Direct Énergie (04.2019-)

## Prêmios, reconhecimentos e distinções
- Troféu "Velo Star de Demain" 2009[47][5]
- Melhor desportista basco 2009 (Deia)[48]
- Troféu dos amigos "Euskadi Iparralde" 2009[5]
- 2º na classificação do "Velo 101" 2009[5]